# Pimm's

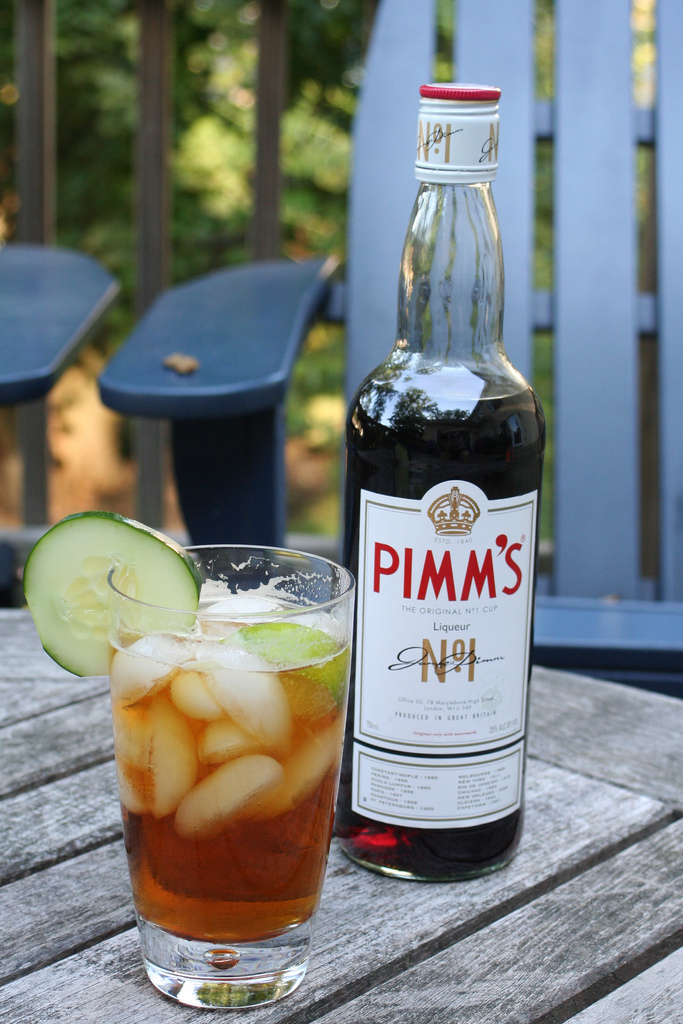
Pimm's Cup

Pimm's är en likör (aperitif) med 25 % i alkoholhalt. Den tillverkades första gången 1823 av James Pimm och produceras av Diageo sedan 1997. Den mest populära varianten är Pimm's No. 1 Cup. Pimm's är en omtyckt sommardryck och har bland annat blivit känd i samband med tennisturneringen i Wimbledon.

## Historia
James Pimm blev ägare av en ostronbar i London i närheten av Bank of England. Han erbjöd likören för att underlätta matsmältning och serverade drycken i ett litet stop, en så kallad No. 1 Cup som gett denna ursprungliga variant dess namn. Pimm's No. 1 Cup är baserad på gin och serveras både med is och i cocktails. Den dricks ofta blandad med lemonad och med frukt. Pimm's No. 1 Cup karaktäriseras av pomerans, örter, malört, nötter och lakrits och beskrivs som aningen bränd med smak av sötma. En variant med champagne kallas Pimm's Royal Cup. 1851 började Pimm en produktion i stor skala efter att han börjat sälja drycken till andra barer och den spreds vidare, bland annat genom gentlemannaklubbarna i London.
1851 följde även lanseringen av Pimm's No. 2 Cup och Pimm's No. 3 Cup. Pimm's No. 4 Cup lanserades efter andra världskriget och  Pimm's No. 5 Cup och Pimm's No. 6 Cup lanserades på 1960-talet. Under 1970- och 1980-talet gick det dåligt för Pimm's som då ägdes av The Distillers Company. 1986 blev Pimm's del av Guinness som 1997 gick samman med Grand Metropolitan och bildade Diageo. 2003 lanserades en reklamkampanj som gav märket en återupplivning genom att humoristiskt driva med märkets egen historia och traditionella reklam. En känd slogan är "It's Pimm's o'clock".
Pimm's är mycket populärt i England och då framförallt vid stora evenemang som tennisturneringen i Wimbledonmästerskapen, Chelsea Flower Show, Henley Royal Regatta och Glyndebourne Festival Opera. Den är även typisk för sommarfester vid brittiska universitet. I samband med Wimbledon-turneringen serveras 200 000 glas Pimm's.